# 코니 탤벗
코니 탤벗(Connie Talbot, 2000년 11월 20일~)은 영국 잉글랜드 웨스트미들랜즈주 스트리틀리 출신의 가수이다.

## 생애
코니 톨벗은 2000년 11월 20일에 영국 잉글랜드 웨스트미들랜즈주 스트리틀리에서 태어났다.
2007년 브리튼스 갓 탤런트라는 프로그램을 통해서 유명해지게 되었다. 최종 결승에서는 폴 포츠에게 밀려서 2위를 차지했다. 프로그램이 끝난 후, 2007년 11월 26일《Over the Rainbow》라는 제목의 데뷔 앨범을 발표하였다. 2014년 4월 내한 공연에서 노란 리본을 달고 노래를 불렀고, 공연 수익금 전액을 세월호 유가족들에게 기부했다. 2014 가장 아름다운 인물로 선정, 사랑 평화상을 받았다.

## 디스코그래피

### 정규 앨범
- 1집 Over The Rainbow (2007)

- 2집 Connie Talbot's Christmas Album (2008)

- 3집 Connie Talbot's Holiday Magic (2009)

- 4집 Beautiful World (2012)

- 5집 Matters To Me (2016)

### EP
- Gravity (2015)

### 싱글
- Three Little Birds (2008)

- I Will Always Love You (2009)

- Beautiful World (2011)

- Sail Away (2012)

- Naver Give Up on Us (2019)

## 출연

### 방송
- 2008년 SBS 《놀라운 대회 스타킹》

## 같이 보기
- 브리튼스 갓 탤런트
- 폴 포츠